# Колодцы (деревня)
Колодцы — деревня в Крутинском районе Омской области, в составе Рыжковского сельского поселения.

## История
Основана в 1731 г. В 1928 г. состояла из 138 хозяйств, основное население — русские. Центр Колодцевского сельсовета Крутинского района Омского округа Сибирского края.

## Население
| 2010 |
| ---- |
| 137  |